# بيلمونتي دي ميراندا
بلدية بيلمونتي دي ميراندا (بالإسبانية: Belmonte de Miranda) هي بلدية تقع في منطقة أستورياس شمال غرب إسبانيا.

## الديموغرافيا
بلغ عدد سكان بلدية بيلمونتي دي ميراندا 1.715 نسمة عام 2011 (وفقاً للمعهد الوطني للإحصاء الإسباني).
| 2.456 | 2.389 | 2.209 | 2.019 | 1.890 | 1.807 | 1.715 |